# Александар Кіпров (революціонер)
Александар Димитров з псевдонімами Кіпров, Антим Чолаков, Делібаш, Меміш ага, Новов — болгарський журналіст, письменник-фантаст, драматург, громадський діяч, революціонер, лідер Внутрішньої македонсько-одринської революційної організації.

## Біографія

### Революціонер
Кіпров народився 1 березня 1880 року в Свиленграді в Османській імперії. Навчався в рідному місті, але через матеріальні труднощі він не завершує середню освіту.
Був агітатором і організатором в Егейській Фракії. У 1899 році він заснував перші революційні комітети в Ахчелеблі і Ксанті. Поряд з Димитаром Кощановим бере участь у копанні тунелю під османським банком у Стамбулі в 1900 році, але план був виявлений і Кіпров біжить до Болгарії. Навесні 1901 року він був призначений керівником загону з 8 осіб, підготовленим від ВМОРО та ВМРО, і з ними здійснював агітаційно-організаційну. Пізніше в тому ж році під керівництвом ВМОРО в Хебибчево згідно Христа Караманджукова:
| « | … Aл. Кіпров … він намагався діяти активно і самовіддано. Від себе він також здійснив ряд терористичних дій — атаку динамітом на залізничну магістраль і на військовий склад у Свиленграді, але без особливих результатів. | » |

На початку 1902 року Кіпрова замінив Янакі Гочев на посаді начальника хебибчевського пункту. У 1902 році Кіпров взяв участь у Пловдивському конгресі Одринського революційного округу, і в цьому ж році він очолив бунтівників у Свиленграді, де був четником на ім'я Кара Ташо. Здійснив атаку на залізниці Свиленград- Едірне напередодні Ілліден-Преображенського повстання.

### Публіцист
У 1904 році Кіпров разом з Александаром Божиновим був одним із засновників і редакторів гумористичної газети «Булгар» (1904—1909). У 1905 році він був одним з ініціаторів формування журналістської спілки в Софії. Зустрічі відбувалися у пивній «Сан-Стефано» на площі «Трапезица». Після декількох зустрічей 27 листопада 1905 року був прийнятий статут, і було обрано першу раду. На цій зустрічі були присутні Сава Ільчов, Іван Коларов, Іван Павлов Костов, Христо Абрашев, Христо Силянов, Петр Завоєв, Димитар Константинов, Іван Недев, Александар Кіпров, Стоян Власаков і Лазар Пулієв Дядката, який був обраний головою. Редагував газети «Мова» (1908—1913) і пише в газетах «Щоденник», «Новий Щоденник», «День». Він пише вірші і фейлетони, в яких обговорюються сучасні соціальні проблеми, але його робота в основному присвячена революційній боротьбі і стилізується класичним вазовським націоналізмом.
У 1906 р. він опублікував драматичну поему «З темряви», а в 1909 році збірки оповідань «Розповіді» (розширене і перероблене видання 1927 р.) та «Розповіді та казки». Його драма «Керджалі» була поставлена в Національному театрі в 1912 році. У 1907 році, після акції протесту проти князя Фердинанда, його судили за «образу особистості». Він приєднується до Прогресивно-ліберальної партії і працює в газеті « Болгарія». У 1911—1913 роках був представником народу.
У серпні 1913 року разом з Димитаром Мирчевим він брав участь в успішних переговорах з младотурками про створення Болгаро-турецького революційного комітету. Під час Першої світової війни перебував у Швейцарії, де він написав і опублікував французькою мовою брошуру «Правда Болгарії» (1917) та інші публікації, які пояснювали болгарську національну справу.
Після війни підтримує Александара Стамболійського, і під керівництвом уряду очолює Фонд сиріт війни (1920—1923). Після перевороту 9-го червня в 1923 році він був звільнений. З 1930 по 1931 рр. він був інспектором в дирекції «Хранизнос».
Помер 23 грудня 1931 року в Свиленграді.

## Творчість
- З темряви. Поетична п'єса. 1906;
- Розповіді. 1909 (розширене та перероблене видання 1927);
- Розповіді та казки. 1909;
- La veritas sur la Bulgarie. Берн, 1917.